# (1914) Hartbeespoortdam
(1914) Hartbeespoortdam (1930 SB1) – planetoida z pasa głównego asteroid okrążająca Słońce w ciągu 3,73 lat w średniej odległości 2,41 j.a. Odkryta 28 września 1930 roku.